# Plechowce

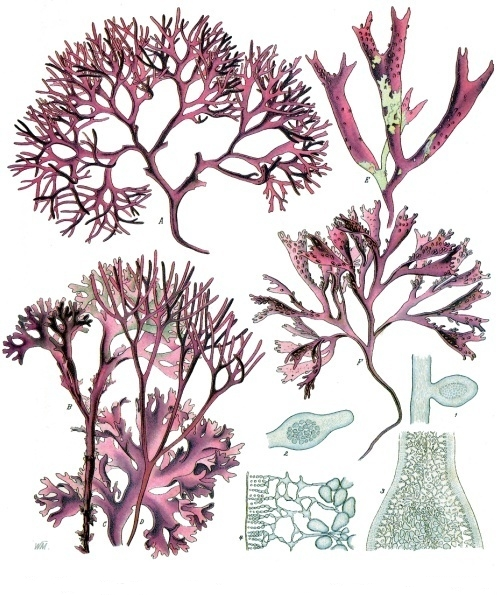
Mech irlandzki, jeden z plechowców

Plechowce, dawniej rośliny niższe (Thallophyta) – grupa organizmów jedno lub wielokomórkowych, których ciało zwane plechą (thallus) nie jest podzielone na tkanki oraz organy.
W dawnych systemach klasyfikacji dzielono królestwo roślin (zaliczano do nich również grzyby) na organowce (rośliny wyższe) i plechowce (rośliny niższe). Do plechowców zaliczano glony, bakterie, myksobakterie, śluzowce, grzyby i porosty. W miarę rozwoju nauk biologicznych, zwłaszcza biologii molekularnej okazało się, że są to grupy sztucznie utworzone, polifiletyczne. Obecnie plechowce nie są już taksonem, nadal jednak używa się określenia plecha.